# 1164 هـ
1164 هـ هي سنة في التقويم الهجري امتدت مقابلةً في التقويم الميلادي بين سنتي 1750 و1751.

## أحداث
- قتل أمير العيينة وتولى الحكم بعده إبراهيم بن مشاري بن معمر الموالي لـالدرعية.

## مواليد
- إسماعيل التميمي

## وفيات
- أحمد بن محمد الفاسي الفهري